# Kim Ho (Fußballspieler, 1998)
Kim Ho (kor. 김호; * 15. März 1998) ist ein südkoreanischer Fußballspieler.

## Karriere
Kim Ho erlernte das Fußballspielen in den Schulmannschaften der Hansol Elementary School, der Anyang Elementary School, der Guro Middle School und der Boin High School, sowie in der Universitätsmannschaft der Korea University. Seinen ersten Vertrag unterschrieb er am 1. Februar 2020 beim FC Gifu. Der Verein aus Gifu, einer Großstadt in der Präfektur Gifu auf Honshū, der Hauptinsel von Japan, spielte in der dritten japanischen Liga, der J3 League. Sein Profidebüt gab der Südkoreaner am 21. April 2021 (4. Spieltag) im Auswärtsspiel gegen Gainare Tottori. Hier stand er in der Startelf und wurde nach der Halbzeitpause gegen Tōma Murata ausgewechselt.